# Opisthocystis pedistylus
Opisthocystis pedistylus är en plattmaskart som beskrevs av Timoshkin 1986. Opisthocystis pedistylus ingår i släktet Opisthocystis och familjen Polycystididae. Inga underarter finns listade i Catalogue of Life.